# Tandoor

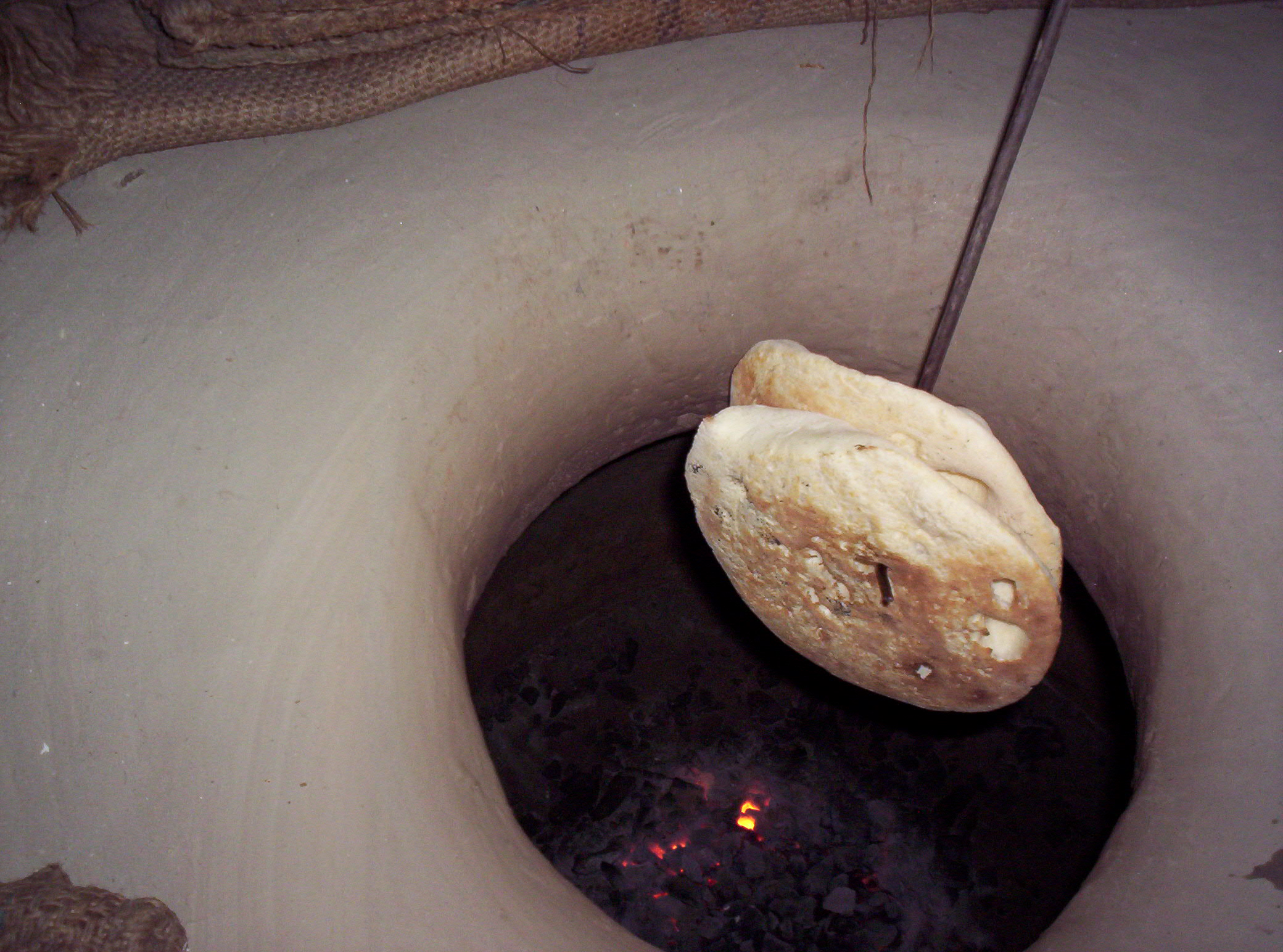
Tandoor

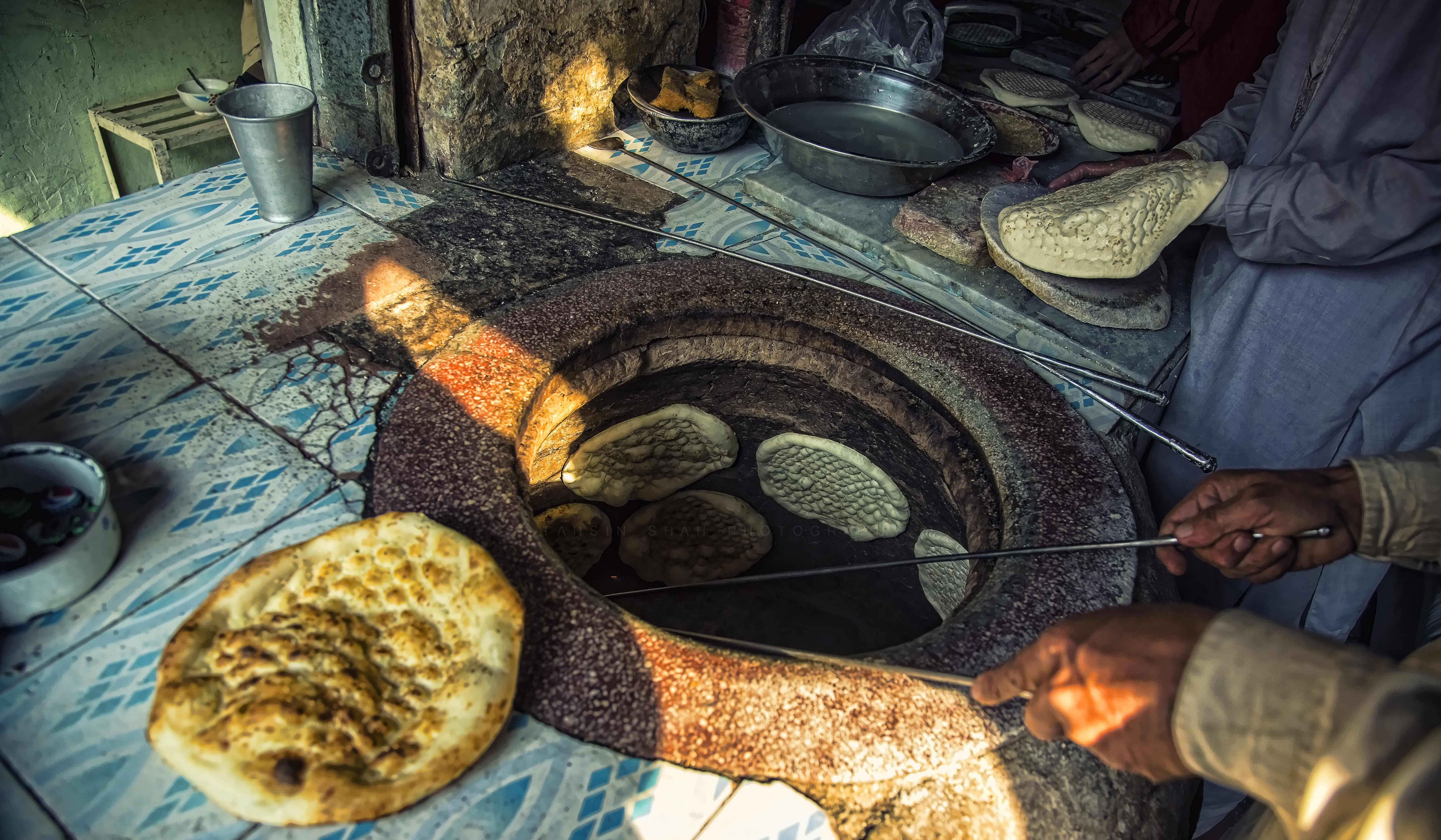
Tandoor w Pakistanie

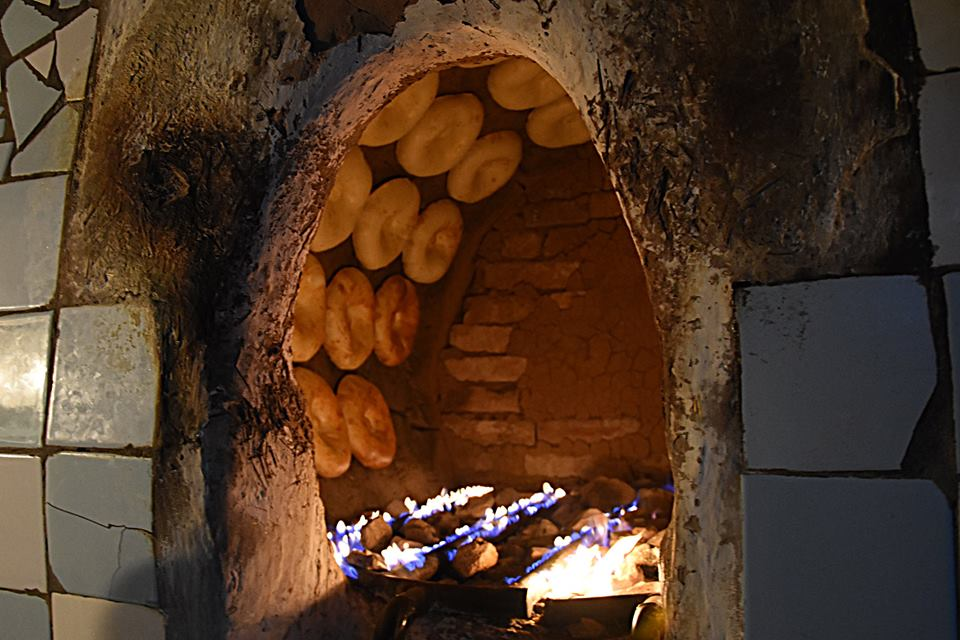
Tandoor w Uzbekistanie

Tandoor lub tandyr (hind. tandūr, tannūr; pers. tanūr, arab. tannūr, uzb. tandir, ros. тандыр) – gliniany piec w kształcie dzbana używany w Indiach oraz innych regionach południowej Azji i Azji Środkowej, opalany węglem drzewnym, drewnem lub nawozem, zaś konserwowany liśćmi szpinaku. Temperatura pieczenia przekracza 480°C.
Potrawy przygotowane w piecu mają charakterystyczny smak i określa się je wspólnym mianem tandoori. Zazwyczaj opieka się w nim różne gatunki mięsa wcześniej marynowane, a także owoce morza i warzywa oraz placki naan. Ze względu na wysoką temperaturę i krótki czas pieczenia, przygotowywane dania są chrupkie i soczyste.
Po rozgrzaniu pieca, dla osiągnięcia idealnej temperatury dla pieczenia, ścianki tandoora są spryskiwane wodą, często ręcznie. Jeżeli w środku pieca jest za wysoka temperatura - pieczywo się nie przyklei do ścianek.
Współczesne piece tandoor wykonane są z szamotowych cegieł bądź metalu i najczęściej opalane gazem bądź podgrzewane elektrycznie.